# Mosco de Siracusa

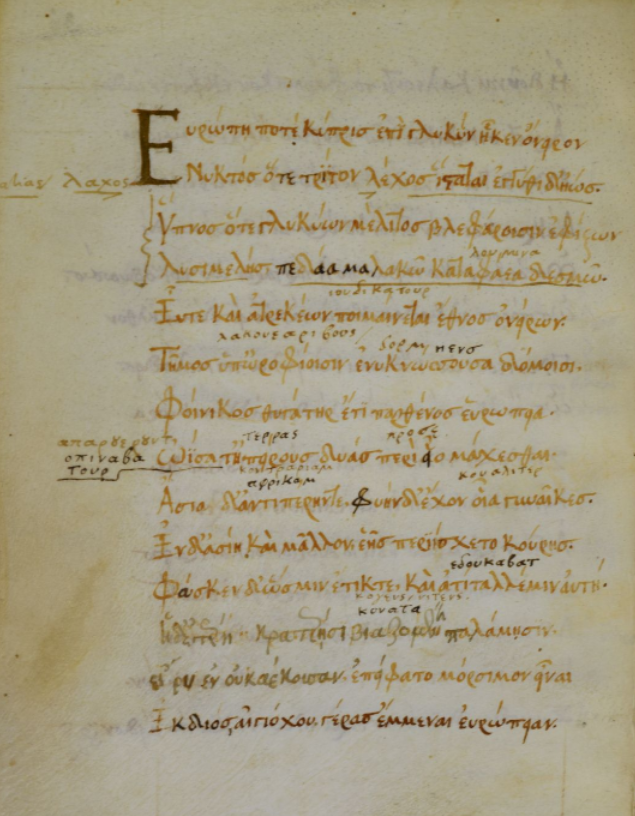
Poema de Mosco de Siracusa. Página de un manuscrito bizantino del.

Mosco de Siracusa (en griego antiguo: Μόσχος, en latín: Moschus, Siracusa, de Sicilia, siglo II a. C.) fue un poeta pastoril griego. Según Suidas, fue discípulo de Aristarco de Samotracia, y por su estilo y temática bucólica fue seguidor e imitador de Teócrito. Mosco floreció en torno al año 150 a. C. (Teócrito murió en el 260). A Mosco lo evoca Ateneo, y Juan Estobeo lo recuerda en sus Florilegios, atribuyéndole tres cortos poemas de inspiración bucólica que se titulan igual que los de Teócrito, Idilios, y el epigrama Eros al arado. Entre los Idilios, se cuentan el poema mitológico Europa (que narra el rapto de esa ninfa por Zeus convertido en toro), Eros fugitivo, Megara (sobre el personaje homónimo, primera mujer de Heracles) y Lamento por la muerte de Bión (treno por el poeta Bión de Esmirna).
En la Antología Palatina, se atribuye a Mosco de Siracusa el Ruego de Amor.